# Igepa
Die IGEPA group GmbH & Co. KG ist eine der führenden Fachgroßhandelsgruppen in Europa und betreut mehr als 50.000 Kunden aus Industrie, Handel und Gewerbe.

## Produkte
Die Sortimente beinhalten Produkte wie grafische Papiere, Karton, Verpackungen, Etiketten, Briefumschläge und Versandtaschen, Medien für die Werbetechnik einschließlich Folien, Tinten, Plattenmaterial, Displaysysteme und Textilien für Promotion sowie Verbrauchsmaterialien und Hilfsmitteln für den Offsetdruck wie Druckfarbe und Drucktücher und technischer Ausrüstungen und Dienstleistungen. Weiterhin werden Softwarelösungen sowie Fortbildungen und Seminare angeboten.

## Kennzahlen
(alle Daten: Stand 2022)
- ca. 2 Milliarden Euro Umsatz
- 1,8 Millionen Tonnen Absatz
- über 50.000 Kunden
- 3430 Mitarbeiter
- 220.000 Palettenplätze
- 189.000 m² Lagerfläche
- 400 Lkws
- 3.000 Tonnen Absatz pro Tag
- mehr als 40.000 Spezifikationen
- mehr als 75 Standorte in 24 Ländern

## Unternehmen der Igepa group

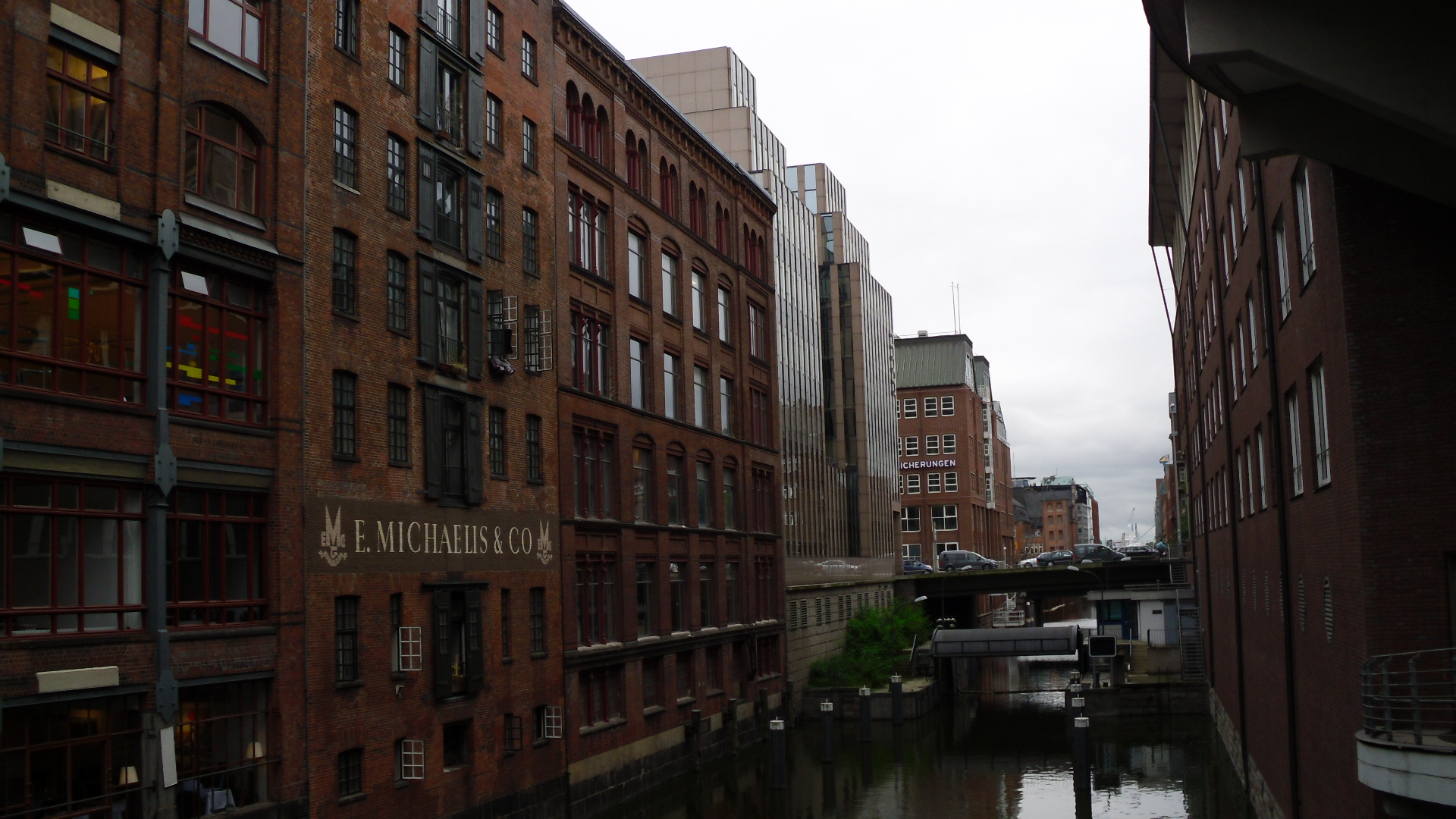
Ehemaliges Geschäftshaus der E. Michaelis & Co in Hamburg

Die Unternehmen der Igepa group stehen für eine einheitliche Ausrichtung bei gleichzeitiger Eigenständigkeit an mehr als 81 Standorten in 29 Ländern.

### National
- E. Michaelis & Co. (GmbH & Co.) KG, Hauptsitz Reinbek bei Hamburg (gegründet 1804 von Eduard Michaelis)
- vph GmbH & Co. KG (ehemals Vereinigte Papiergroßhandlungen GmbH & Co. KG) Hauptsitz in Hemmingen bei Hannover
- Hansa GmbH & Co. KG Großhandel, Hauptsitz Bremen (gegründet 1974 als Gemeinschaftsunternehmen von E. Michaelis und vph)
- Freytag & Petersen GmbH & Co. KG, Hauptsitz Köln (gegründet 1920)
- Geiger GmbH & Co. KG, Hauptsitz Aalen (gegründet 1949)
- 2H GmbH & Co. KG, Hauptsitz in Garching bei München
- Igepa Großhandel GmbH, Hauptsitz  Landsberg Ortsteil Queis im Saalekreis (gegründet 1990)

### International
- Norwegen: Signcom Norge, Oslo
- Schweden: Sign Communication Sweden AB, Borås
- Finnland: Paperpap, Tuusula
- Dänemark: E. Michaelis & Co. A/S, Malling (Dänemark)
- Niederlande: Igepa Nederland B.V., Tiel
- Belgien: Igepa Belux nv, Aalter; Igepa Ans sv, Awans
- Luxemburg: Igepa Belux sàrl, Luxemburg
- Schweiz: Fischer Papier AG, St. Gallen
- Österreich: Igepa Austria GmbH, Brunn am Gebirge
- Ungarn: Igepa Hungária Kft., Nyíregyháza
- Bulgarien: Slavey 91 Ltd., Sofia
- Serbien: Igepa Polikarbonati d.o.o., Igepa Deus d.o.o.  Beograd
- Bosnien und Herzegowina: Igepa bh d.o.o., Blažuj
- Kroatien: Igepa-Plana d.o.o., Zagreb
- Tschechien: Igepa CZ s.r.o, Odolena Voda
- Polen: Igepa Polska sp.z o.o., Krakau
- Slowenien: IGEPA.SI d.o.o., Ljubljana
- Litauen: UAB „Libra Vitalis“, Vilnius
- Lettland: SIA „Poligrāfijas Apgāds“ (Polap), Riga
- Estland: Igepa-Libra Vitalis AS, Tallinn
- Russland: Group Of Companies Double V Warehouse Complex Doble V – Igepa, Moskau
- Australien/Neuseeland: BJBall Group, Braeside VIC
- Türkei: Budak Kagit A.S., Antalya
- Frankreich: Papeteries du Dauphiné, St Laurent du Var

Es bestehen weitere Beteiligungen und Tochtergesellschaften.

## Geschichte

### 1960er Jahre – Gründung
1964 schlossen sich fünf selbstständige Papiergroßhandelsunternehmen zusammen: E. Michaelis & Co., Freytag & Petersen, Drissler & Co., die Vorgänger von Vereinigte Papiergroßhandlungen und 2H-Papier. 1969 kam als sechster Gesellschafter Karl-Heinz Geiger dazu. Ihr Ziel war der Aufbau von gemeinsamen Strukturen für die Beschaffung und das Sortiment, um gegenüber Lieferanten eine größere Marktbedeutung zu erlangen und die Kunden optimaler beliefern zu können.

### 1970er Jahre – Aufbau
Angestrebt wurden ein einheitlicher Auftritt und gemeinsame Maßnahmen für Werbemittel und Kampagnen. Der gemeinsame Claim „Papier sind wir“ wurde bis zur Jahrhundertwende verwendet. Der Vertrieb von Eigenmarken erwies sich als erfolgreich. Ab 1989 wird ein Service durch Papierberater geboten.

### 1990er – Präsenz auf den Ostmärkten
Seit Beginn der Öffnung ist die IGEPA im Osten Deutschlands präsent, um neue Märkte zu erschließen. Die Gesellschafterunternehmen gründeten die IGEPA Papiergroßhandel GmbH mit Sitz in Queis bei Leipzig; kurz darauf folgte ein Standort in Ottendorf (Sachsen). Gleichzeitig entstanden auch gemeinsame Tochtergesellschaften und Beteiligungen in Osteuropa.
Im Februar 1993 verhängte die Landeskartellbehörde Nordrhein-Westfalen gegen Freytag & Petersen (Gesellschaftsfirma der IGEPA group) und weitere wesentliche Unternehmen der Branche wegen der Abstimmung der Verkaufspreise im Lagergeschäft rechtskräftig Geldbußen.

### 2000er Jahre – Expansion nach Übersee
Mit der Gewinnung von Partnern in den Überseemärkten (Australien, Neuseeland, China, Japan, USA) reagierte die IGEPA auf die Herausforderungen der Globalisierung. Am Ende dieses Jahrzehnts war die Igepa mit 35 Unternehmen in mehr als 29 Ländern vertreten.
Im Jahr 2004 verhängte das Bundeskartellamt gegen verschiedene Unternehmen des Papiergroßhandels und auch die Gesellschaftsfirmen der IGEPA group (Freytag & Petersen GmbH & Co., E. Michaelis & Co., Vereinigte Papier Papiergroßhandlungen GmbH & Co. KG, Drissler & Co. Papiergroßhandel GmbH & Co. KG und den Tochtergesellschaften Hansa-Papier GmbH & Co. KG und IGEPA Papiergroßhandel GmbH Queis) und weitere wesentliche Unternehmen der Branche wegen verbotener Preisabsprachen Geldbußen.
Seit November 2004 sind die sechs Gesellschafterunternehmen sowie die weiteren Häuser in Deutschland FSC-zertifiziert für die Produktgruppen Bürokommunikationspapiere, grafischen Papiere, Karton und Briefumschläge.
Im Januar 2008 ereignete sich im Lager des IGEPA-group-Unternehmens IGEPA Papiergroßhandel GmbH im Landsberger Ortsteil Queis ein schwerer Betriebsunfall. Nachdem am 15. Januar bei einem Zusammenstoß zweier Gabelstapler ein Hochregal beschädigt worden war und einknickte, stürzten tags darauf in einem Dominoeffekt alle 16 Regale des Lagers mit einer Gesamtmenge von über 5000 Tonnen ein und begruben fünf Personen unter sich, von denen ein Firmenmitarbeiter und ein Mitarbeiter des Technischen Hilfswerks nur noch tot geborgen werden konnten.

### 2010er Jahre
Die IGEPA group übernahm zum 1. Juli 2012 das Unternehmen x-doc-solution GmbH, Berlin, das 2003 durch Axel Merker aus der Direktvertriebsorganisation der Xerox GmbH hervorgegangen ist. Mit über 500 installierten Kundenlösungen für den Produktionsdruck hat sie sich im Laufe der Jahre zu einem führenden Vertriebsunternehmen in Ostdeutschland entwickelt. Die x-doc-solution GmbH hat ihren Hauptsitz in Berlin und eine Niederlassung in Leipzig.
Kurz vor Weihnachten 2013 zog die IGEPA Großhandel GmbH mit ihrer Niederlassung von Dietzenbach zum neuen Standort nach Dieburg um. Mit der Inbetriebnahme des neuen Hochregallagers sind 20.000 Palettenstellplätze und die Option auf weitere Lagernutzungsflächen entstanden. Das Unternehmen hat seinen Hauptsitz in Landsberg und gehört zum Verbund der IGEPA group.
2014 bezog die IGEPA Nederland BV ein neues Lager- und Verwaltungszentrum in Tiel.